# Гашун (приток Башанты)
Гашун (калм. Һашун) — ручей в России, протекает в Калмыкии и Ростовской области. Устье находится в 23 км от устья реки Башанта по правому берегу. Длина водотока — 13 км, площадь водосборного бассейна — 52,7 км². Протекает в субширотном направлении, с востока на запад
По данным государственного водного реестра России относится к Донскому бассейновому округу, водохозяйственный участок реки — Егорлык от Новотроицкого гидроузла и до устья, речной подбассейн реки — бассейн притоков Дона ниже впадения Северского Донца. Речной бассейн реки — Дон (российская часть бассейна).